# 哎哟哟奇妙假期
《哎喲喲奇妙假期》（英文：My Teacher, Aiyoyo!），是一套由新加坡國際傳媒機構製作的兒童教育電視劇，由陳莉萍、陳泰銘、陳毓芸、秦景峰、裴小玲領銜主演，編劇為君盈綠，導演為蘇美蓮。

## 故事概述
陈美萍和周玉云分别是不同学校的华文老师和英文老师。学校假期将近，周玉云原打算和陈美萍出国旅游。但是，陈美萍却打算去补习班当义务老师帮助学习成绩不好的同学补课，从而影响了周玉云的决定，也打算去补习班当义务老师。陈美萍在补习班认识了一班同学和老师，从而展开了这个奇妙的学校假期。

## 演員表

### 主要演員
| 演员   | 角色   | 介绍                                                                              |
| 陈莉萍 | 陈美萍 | 陈老师 口头禅：哎呦呦 周玉云的表姐 霍德天的救命恩人 黄超仁的欢喜冤家 小学中文老师 |
| 陈毓芸 | 周玉云 | 陈美萍的表妹 霍德天的朋友，后成为其女友 小学英文老师                              |
| 秦景峰 | 霍德天 | 周玉云的朋友，后成为其男友 小学数学老师                                           |
| 陳泰銘 | 黄超仁 | superman 陈美萍的欢喜冤家 小学老师                                                |
| 裴小玲 | 卢小波 | 补习班的行政主任 暗恋霍德天                                                       |

### 其他演員
- 李海杰 饰 东父
- 黄佩如 饰 东母
- 郭苏兴 饰 霍东东
- 王记成 饰 校长
- 严天悦 饰 林老师